# Carlos de Chacón y Michelena
Carlos de Chacón y Michelena (Madrid, 1816 - Cádiz, 17 de septiembre de 1863) fue un capitán de navío español y primer gobernador de Fernando Poo.

## Biografía
Sus padres fueron Francisco Javier Chacón y del Valle y María Rita de Michelena y Moreno de Mendoza. En 1833 ingresó de la guardia marina. En ella navegó en las naves Guadalete, Marte, Restauración y Esperanza, viajó hasta las Antillas. En 1836 fue nombrado subteniente del batallón de Artillería de Marina, un año más tarde fue ascendido al rango de teniente. Fue ayudante de las Fuerzas Navales y encargado del destacamento de Portugalete, participó en la primera guerra carlista hasta 1839 cuando ingresa al Cuerpo General como alférez de navío. Tenía bajo su mando los siguientes buques: Soberano, Isabel II y Cortés. En 1843 asciende al cargo de teniente de navío. Como profesor del Colegio Naval viaja en el Isabel II hasta Cuba. En 1856 asciende al rango de capitán y vuelve al Colegio Naval para ejercer de profesor. Luego viaja en el Vasco Núñez de Balboa a la isla de Fernando Poo de la cual fue primer gobernador. El 1 de agosto de 1858 tomó mando de la División Naval del Golfo de Guinea. En 1859 fue ascendido al rango de capitán de navío y se trasladó a Puerto Cárdenas, Cuba. En 1862 regresa a la Península. Falleció a los 47 años de vida.

## Buques
Carlos de Chacón y Michelena tenía bajo su mando o embarcaba en los siguientes buques:
- bergantín Guadalete,
- bergantín Marte,
- fragata Restauración,
- fragata Esperanza,
- fragata Cortés,
- fragata Victoria (nombrado su capitán pero muere antes de tomar el cargo),
- navío Soberano,
- goleta Isabel II,
- falucho Plutón,
- falucho Galgo,
- vapor Hibernia (rebautizado Velasco),
- vapor Antonio de Ulloa,
- vapor Vasco Núñez de Balboa.